# Hundeschlitten

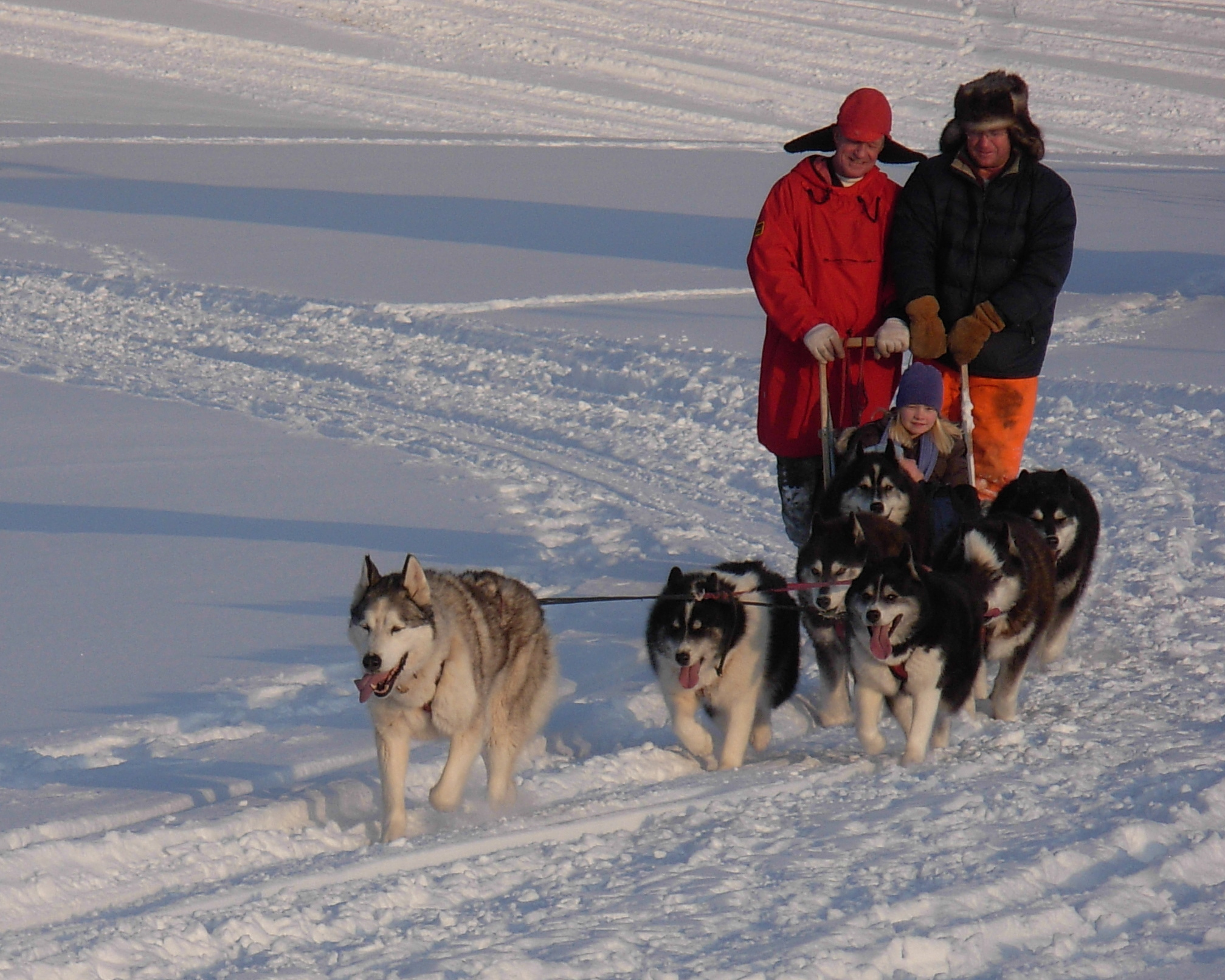
Hundeschlitten

Ein Hundeschlitten ist ein von Hunden gezogener Schlitten zum Transport von Personen und Gütern in polaren Regionen. Historisch könnte der Schlitten das älteste gezogene Transportmittel sein. Bis zur Erfindung des Motorschlittens war der Hundeschlitten das einzige Transportmittel, das Menschen und Material zuverlässig auch bei sehr niedrigen Temperaturen ans Ziel bringen konnte.
Als Schlittenhunde werden gerne Huskys (Siberian Husky oder Alaskan Husky) oder Alaskan Malamute benutzt, deren dichtes Fell, Ausdauer und Bewegungsdrang gute Voraussetzungen für diese Aufgaben sind. Den Führer des Gespanns nennt man Musher.

## Geschichte

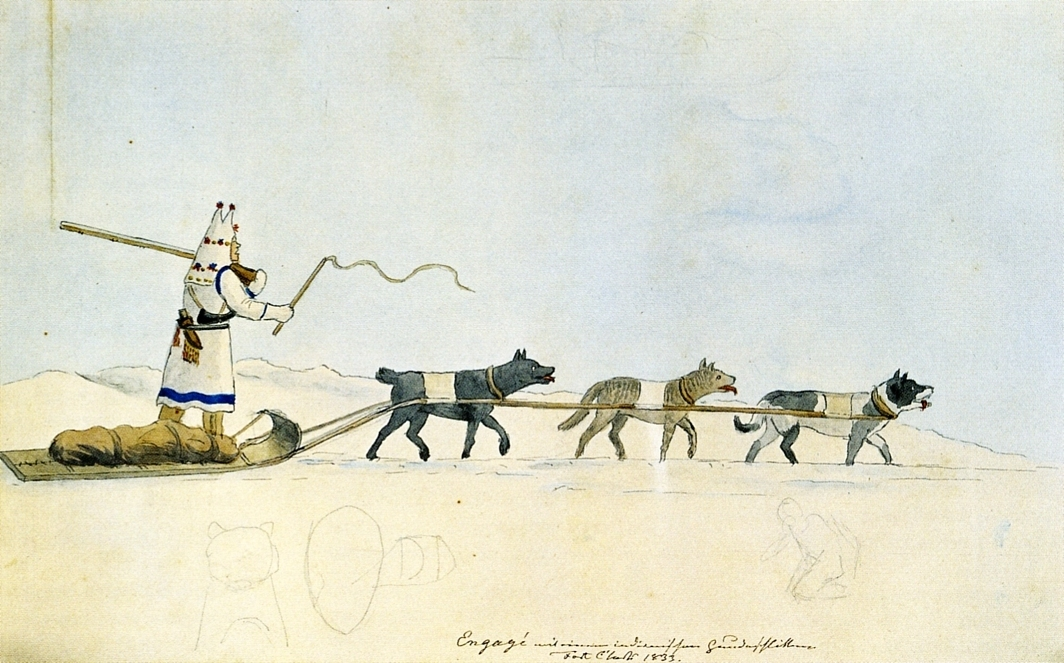
Engagé mit einem indianischen Hundeschlitten bei Fort Clark. Aquarell von Maximilian zu Wied-Neuwied 1833.

Die ersten Hundeschlitten wurden von den Eskimos in Nordamerika und Grönland eingesetzt. Im 19. Jahrhundert wurde er das bevorzugte Transportmittel im Winter in den Polargebieten, besonders in Alaska und Sibirien. Zur Zeit des großen Goldrauschs im Alaska des ausgehenden 19. Jahrhunderts hatten auch die Weißen die Vorzüge des Hundeschlittens kennengelernt.
Die damaligen Schlitten unterschieden sich in einem Punkt deutlich von den heutigen (siehe Skizze): Damals war es üblich, sich vorne auf den Schlitten zu stellen oder zu setzen und die Hunde mit der Peitsche anzutreiben. Die heutige Form, bei der der Musher am hinteren Ende des Schlittens auf den Kufen steht und mittels Gewichtsverlagerung die Stabilität des Schlittens erhöhen kann, scheint sich erst um die 1920er Jahre durchgesetzt zu haben. Auch die Peitsche ist längst nicht mehr Teil der Ausrüstung.
Allgemeine Aufmerksamkeit außerhalb der Polargebiete erhielt der Hundeschlitten spätestens durch das sogenannte Great Race of Mercy bei der Diphtherieepidemie in Nome im Januar 1925. Zwanzig Hundeschlittenführer hatten damals bei Temperaturen bis zu −60 °C und Schneesturm in nur fünfeinhalb Tagen eine Strecke von 1085 km quer durch Alaska zurückgelegt, um ein Immunserum gegen die Epidemie in den Ort Nome an der Beringstrasse zu bringen. Auf einem Teil dieser Strecke findet seit 1973 jedes Jahr das Iditarod statt. Es gilt als das längste und härteste Hundeschlittenrennen der Welt.
Beim Wettlauf zum Südpol spielten Hundeschlitten ebenfalls eine wichtige Rolle.

## Einsatzgebiete

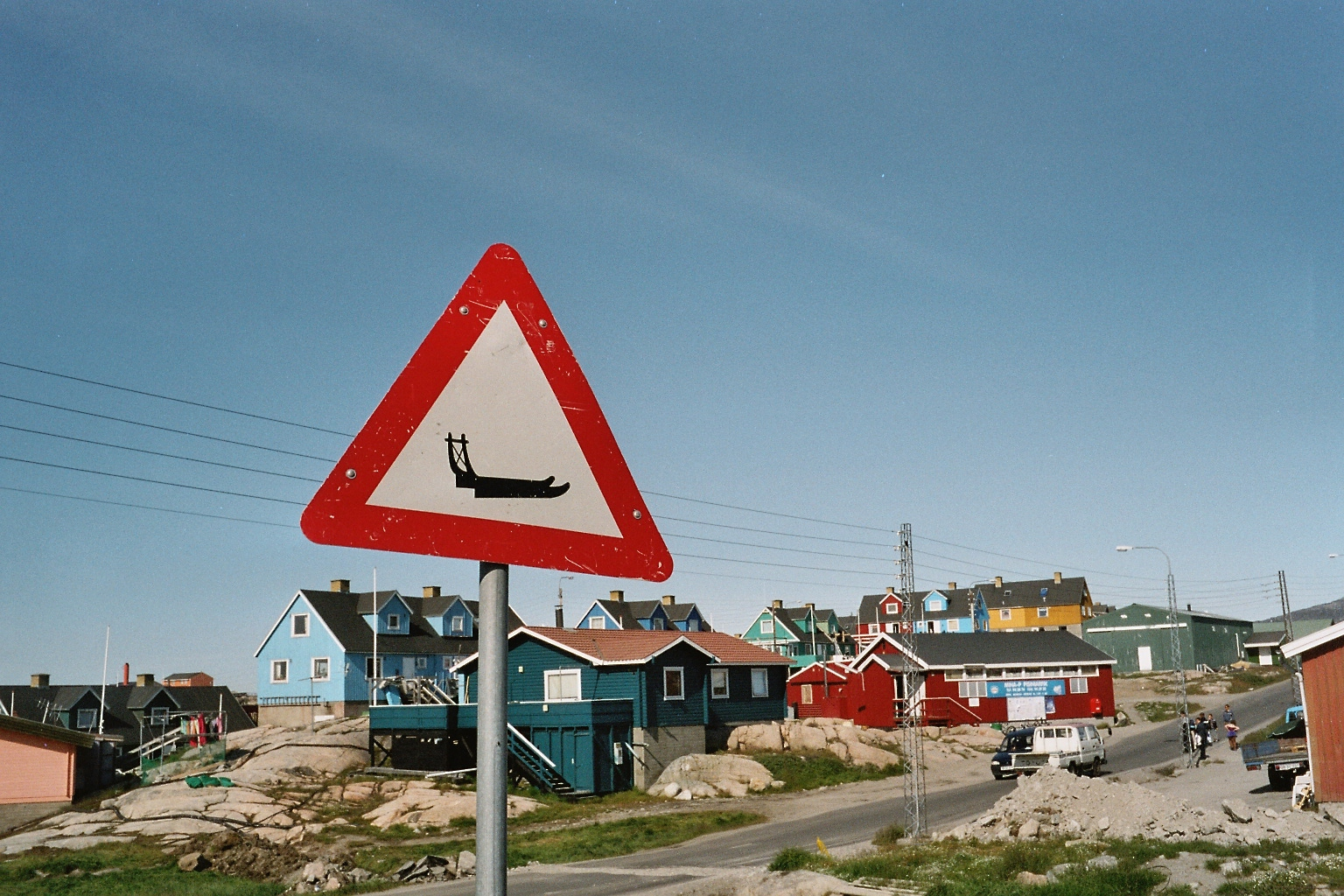
Der Hundeschlitten als Verkehrsmittel (Ilulissat/Grönland)

Hundeschlitten werden hauptsächlich im Polargebiet wie z. B. Alaska, Grönland und der Arktis verwendet. Dort werden sie als einfaches Fortbewegungsmittel, Transportmittel oder bei Rennen (z. B. dem Iditarod) eingesetzt. Militärisch werden Schlittenhunde noch bei der Sirius-Schlittenpatrouille in Nordost-Grönland eingesetzt. Als Transportmittel kann als Zuladung das Eigengewicht der Hunde gerechnet werden.
Schlittenhunderennen finden an verschiedenen Orten der Welt statt, neben Alaska auch in den Alpen und in Skandinavien. Das Fahren mit einem Schlittenhundegespann ist heute auch eine Touristenattraktion und eine wichtige Einnahmequelle für die Einheimischen in Alaska, Grönland, Lappland und auf Spitzbergen. In jüngerer Zeit werden Abenteuerurlaube mit Hundeschlitten von spezialisierten Tourismusunternehmen angeboten. In Europa finden sich solche Angebote vorwiegend für Lappland (z. B. Kittilä, Muonio) oder Spitzbergen, in Nordamerika im Westen von Kanada und in Alaska.
Spezielle Hundeschlitten fanden bis in die 1950er Jahre auch im Wattenmeer der Nordseeküste Verwendung. Hier zogen die Hunde von Reusenfischern den meistens mit einer breiten Kufe ausgestatteten Schlitten bei Ebbe über das Watt, um die Reusen zu leeren. Während des Ersten Weltkriegs setzen die französischen Gebirgsjäger Schlittenhunde als Diensthunde aus Kanada im Winter zur Versorgung von Truppen im schwierigen Gelände der Hochvogesen ein.

## Material und Bau

### Konstruktionen

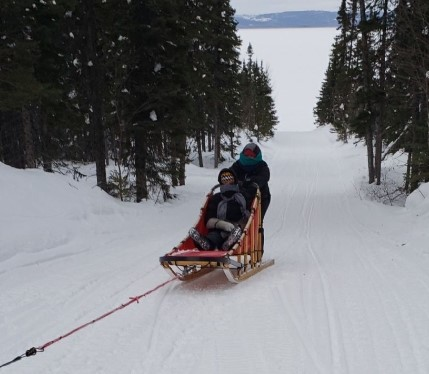
Beispiel eines Hundeschlittens aus Holz für 2 Personen, Winter 2019 in Kanada

Ursprünglich waren die Hundeschlitten der Naturvölker sehr flexible Konstruktionen, die aus Holz mit Verbindungen aus Lederriemen (heute Nylonschnüre) gebaut waren – die auch heute noch als Arbeitsschlitten von Inuits und Angehörigen von Park Services benutzt werden. Neben größeren Arbeitsschlitten gab es auch leichtere Jagd- oder Reiseschlitten. Im Renneinsatz werden Schlitten aus Metall und Holz, häufig Esche und Hickory, benutzt. Wesentliches Konstruktionsmerkmal ist eine gewisse Flexibilität. Moderne Rennschlitten wiegen etwa zwischen 8 und 12 kg.
Je nach Einsatzort werden auch tobogganartige Schlitten eingesetzt, bei denen die Ladefläche praktisch auf dem Schnee aufliegt. Dies hat bei sehr weichem Schnee den Vorteil, nicht einzusinken, aber den Nachteil der größeren Reibung und geringeren Bodenfreiheit. Solche Schlitten kommen besonders in Gegenden zum Einsatz, in denen es keine vorgespurten Wege gibt.

### Einzelbestandteile
Wichtige Bauteile eines Hundeschlittens sind die Kufen, auf denen der Schlitten läuft und auf deren hinteren Enden der Musher (Schlittenführer) steht. Über Gewichtsverlagerung auf den Kufen kann die Kurvenfahrt beeinflusst werden. An der Vorderseite des Schlittens ist ein halbrunder Bogen aus weichem Holz oder Kunststoff montiert, der sogenannte brush-bow. Dieser soll verhindern, dass der Schlitten die Hunde verletzt, falls er auf sie auffährt. Die auf den Kufen aufgesetzte Konstruktion umfasst im Wesentlichen die Ladefläche und den handle-bar, den Handgriff, an dem sich der Musher während der Fahrt festhält.
An einem modernen Hundeschlitten finden sich bestimmte Bauteile, die einen sicheren Betrieb ermöglichen sollen. Wichtig ist die Bremse, die hauptsächlich in zwei Konstruktionsvarianten vorliegt; beide Systeme basieren darauf, dass der Musher zwischen den hinteren Kufen einen Widerstand ausbringt und diesen mit seinem Körpergewicht beschwert:
- Bei der Mattenbremse wird hierzu eine am Schlitten befestigte Matte mit griffiger Oberfläche auf den Trail geworfen und der Musher tritt auf die Matte.
- Bei der Krallenbremse ist eine metallene Kralle an Scharnieren am Schlittenende befestigt, eine Feder hält sie vom Boden weg. Der Musher tritt zum Bremsen auf den Mechanismus und treibt die Kralle in den Untergrund.

Je nach Gewichtsbelastung des Bremsmechanismus kann auf diese Weise die Geschwindigkeit reguliert werden. Viele Schlitten werden heute mit beiden Systemen ausgerüstet. Die Matte dient zum gemächlichen Bremsen bei leichter Neigung oder dem Ausgleich bei ebener Fahrt, die Krallenbremse wird bei steilem Gefälle eingesetzt. Der Vorteil der Matte besteht darin, dass sich sehr viel gleichmäßiger Druck ausüben lässt, was besonders bei hartem Untergrund die Schläge auf den Schlitten und damit auf die Zugleine und die Hunde deutlich reduziert.

### Zusatzausrüstung
Um während der Fahrt anhalten zu können oder einen Notstop vorzunehmen, verfügt der Schlitten über einen Schneeanker. Analog zum Schiffsanker handelt es sich dabei um eine scharfkantige Metallkonstruktion, die über eine Leine mit dem Schlitten verbunden ist. Der Anker kann in den Schnee gesetzt werden, zieht sich dann unter Zugbelastung weiter in den Untergrund und hindert so das Gespann am Fortlaufen.
Zusätzlich sollte der Schlitten über eine Notleine verfügen. Damit wird er bei längeren Stops an einem festen Gegenstand fixiert, z. B. einem Baum. In der Hocharktis (etwa Spitzbergen) werden keine Leinen verwendet, weil es dort keine Bäume gibt, und verwendet stattdessen mehrere Schneeanker, um das Gespann am Wegfahren zu hindern.
Bestandteil der Ausrüstung eines Hundeschlittens ist außerdem der Schlittensack, der auf der Ladefläche des Schlittens befestigt wird. Er dient dem Transport der Ausrüstung und ist auf Langstreckenrennen vorgeschrieben, um verletzte Hunde sicher darin transportieren zu können.
Nicht zu einem Hundeschlitten gehören Zügel und (in Europa) eine Peitsche.
Die Schlittenhunde werden mit Kommandos gelenkt (siehe unten).

## Anspannungsarten
Die unterschiedlichen Einsatzgebiete für Hundeschlitten haben drei verschiedene Arten der Anspannung hervorgebracht. Anspannung meint hier ähnlich wie beim Pferdefuhrwerk, in welcher Weise Hunde und Schlitten miteinander verbunden sind.
Für spezielle Einsatzzwecke können auch Mischformen eingesetzt werden. So ist es auf Spitzbergen unvorteilhaft, in der Polarnacht sehr lange Gespanne (10 und mehr Hunde) in normaler Doppelgespann-Fahrweise einzureihen, da der Musher dann seinen Leithund nicht mehr sehen kann. Da die Breite des Gespanns in der weg- und baumlosen Wildnis keine Probleme bereitet, kann man mit einer Kombination aus fan hitch und gang hitch das Gespann deutlich verkürzen, ohne auf Hunde verzichten zu müssen.

### Fächeranspannung (Fan Hitch)
Bei der Fächeranspannung ist jeder Hund einzeln mit einer Leine an den Schlitten gebunden. Die Tiere laufen in einer Fächerformation vor dem Schlitten her. Das ist die ursprünglich bei den Nomadenvölkern des hohen Nordens gebräuchliche Form der Anspannung. Hier wurden die Hunde sowohl als Schlittenhunde als auch als Jagdhunde benutzt. Verfolgte der Jäger nun ein Beutetier mit dem Schlitten, so konnte er gezielt einzelne Hunde vom Schlitten lösen und als Jagdhunde einsetzen, ohne dabei Zeit zu verlieren. Ungeeignet ist die fächerförmige Anspannung für stark bewaldete Gebiete, da das Gespann zu breit läuft, um schmale Wege zwischen den Bäumen zu nehmen. Falls jedoch ein Hund in Eis einbricht, reißt er nicht das ganze Gespann mit ins Verderben. Fan Hitch kann mit maximal etwa sechs Hunden verwendet werden.

### Tandemanspannung (Single File/Single Tandem Hitch)
Tandemanspannung bedeutet nicht, dass zwei Hunde nebeneinander laufen, sondern dass sich die Hunde hintereinander zwischen zwei Seitenleinen (Tandem) gruppieren, vgl. auch Tandem (Fuhrwerk). Damit ist das Gespann nur einen Hund breit und somit fähig, schmale Waldwege und zugefrorene Bachläufe zu befahren. Diese Art der Anspannung kommt bei Arbeitsschlitten in bewaldeten arktischen Regionen vor. Sie wird auch für Pulkas (kleine Materialschlitten ohne Führer) verwendet, typischerweise mit höchstens zwei oder drei Hunden.

### Doppelgespann (Double File/Gang Hitch)

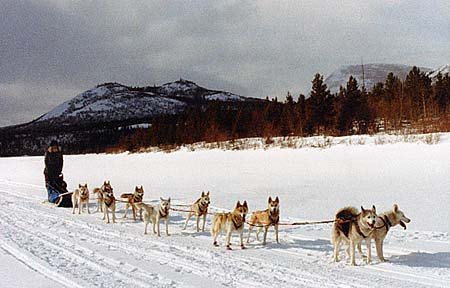
Hundeschlittenteam in üblicher Double-File-Anspannung mit einer Doppelspitze und insgesamt fünf Sektionen

Das Doppelgespann ist eine Anspannform, die dem amerikanischen Rennsport entstammt und sich im Schlittenhundesport weltweit durchgesetzt hat.
Hierbei laufen die Hunde paarweise links und rechts einer Zentralleine (gang-line). Mit dieser sind sie am Halsband über die Halsleine (neck-line) und am Zuggeschirr über die Zugleine (tug-line) verbunden. Die Halsleine dient dazu, den Hund in der Spur zu halten, die Zugleine dazu, die Zugkräfte auf die Zentralleine zu übertragen. An der Spitze des Gespanns läuft der Leithund meist allein, es gibt aber auch Gespanne mit einer Doppelspitze.
Das Gespann ist in sogenannte Sektionen unterteilt. Eine Sektion besteht aus jeweils zwei nebeneinander laufenden Hunden. Die vorderste Sektion ist die Leitsektion (mit dem/den Leithund(en)), die hinterste die sogenannte Wheelsektion, in der typischerweise die stärksten Hunde mit laufen. Dazwischen reihen sich Team- und Swingsektionen, sofern mehr als vier bzw. mehr als sechs Hunde gefahren werden.
Die Zahl der insgesamt angespannten Hunde variiert stark. Für gemütliche Fahrten in den Ebenen Lapplands können vier Hunde ausreichen, sechs sind in arktischen Gebieten häufig das Minimum, weil hier etwas kleinere Hunde zum Einsatz kommen und die Wege schlechter sind. Die Obergrenze liegt bei achtzehn bis zwanzig Hunden für große Wettkampfgespanne oder bei langen Touren mit viel Gepäck.

## Hundeschlitten fahren
Das Wichtigste an einem Hundeschlitten ist ein gut trainiertes Gespann, insbesondere ein guter Leithund, das/der mit dem Musher zusammenarbeitet und ihm vertraut.
Obwohl ein Lenken des Schlittens vermittels Gewichtsbelastung geschieht und dieser über Bremsvorrichtungen verfügt, lenkt der Musher den Schlitten nicht wie ein Auto. Die Hunde sind nicht allein „Motor“ des Schlittens, sie bestimmen auch wesentlich den Verlauf der Fahrt mit. Deshalb lenkt der Musher den Schlitten mittels spezieller gerufener Kommandos. Diese setzen die Hunde, insbesondere der Leithund, um.
Verwandte Kommandos in Nordamerika
- Go – fordert die Hunde zum Loslaufen auf und ist in Anbetracht des angeborenen Zugtriebs eher eine Formalie
- Gee – Abbiegen nach rechts
- Haw – Abbiegen nach links
- Come Gee – 180°-Wende über rechts
- Come Haw – 180°-Wende über links
- Easy – Tempo auf Trab verringern (beim Abwärtsfahren)
- Whuuuu – Tempoverringerung, Stopp

Die Kommandos dienen vorwiegend dem Richtungswechsel. Das Kommando zum Abbremsen ist eine Warnung an die Hunde, insbesondere an den Leithund, dass der Musher jetzt bremst, die meisten Teams laufen trotzdem weiter. Die Geschwindigkeit regelt der Schlittenführer über die Bremse.
Eine der wichtigsten Aufgaben des Mushers besteht darin, permanent genügend Druck auf die Bremse zu geben, damit die Zugleine gleichmäßig gespannt bleibt. Bei lockerer Leine können die Hunde stolpern und sich verletzen. Besonders gefährdet sind die Hunde bei einer steilen Abfahrt, da sie sich auch dann fest in die Leine legen können müssen. Der Schlitten darf keinesfalls die hinterste Reihe der Hunde einholen, denn abgesehen von der Verletzungsgefahr für die Hunde werden sie so das Vertrauen in den Schlittenführer verlieren. Ängstlich gewordene Hunde lassen sich nur noch schwer zur Arbeit motivieren. Auch in der Ebene wird die Bremse fast dauernd betätigt, um die Fahrt gleichmäßiger werden zu lassen und besonders am Morgen die „kalten“ Hunde nicht durch unnötiges Galoppieren zu überlasten.
Das eigentliche „Mushing“ (das Wort bedeutet vermutlich „marschieren“) kommt zum Einsatz, wenn die Hunde den Schlitten nicht mehr mit ausreichender Geschwindigkeit ziehen können, meistens an Steigungen oder wenn der Schlitten im Tiefschnee einsinkt. Der Musher „pedalt“ nun mit einem Bein, während er mit dem anderen auf einer Kufe steht, ähnlich einem Trottinett, und schiebt den Schlitten vor sich her. Geht es gar nicht mehr anders, läuft er zwischen den Kufen und schiebt so den Schlitten.
Schlittenhundeführer oder Musher binden sich nicht am Schlitten fest. Obwohl ein hohes Risiko besteht, dass bei einem Sturz das Gespann ohne Führer eine weite Strecke zurücklegt und diesen zurücklässt, sind die Verletzungen, die beim Mitgeschlepptwerden entstehen können, weitaus folgenreicher. Selbst wenn der Schlittenhundeführer mit dem Schlitten verbunden bliebe, wäre damit das Hundeteam kaum zum Stoppen zu bewegen, da Teams, die auf bloßes Zurufen anhalten, die Ausnahme sind. Der Musher wäre also gezwungen, sich durch Losbinden oder -schneiden vom fahrenden Schlitten zu befreien. Während es unangenehm für einen Musher ist, einsam in der nächtlichen Eiswüste bei Temperaturen weit unterhalb des Gefrierpunktes das Gespann zu verfolgen, reduziert sich die Zeit bis zur Erschöpfung und dem damit einhergehenden Erfrierungstod erheblich, wenn er verletzt ist. Mit dem Verlust von Hunden und Schlitten verliert ein Musher auch die gesamte Ausrüstung, inklusive eventueller Zelte, Wärmedecken und Verpflegung. Aus diesem Grund trägt er überlebenswichtige Ausrüstung wie Ersatztaschenlampen und Satellitentelefon oder Satelliten-Notsender (Personal Locator Beacon, PLB) vorteilhafterweise am Körper. Immer direkt am Körper getragen werden die zugehörigen Batterien (bzw. Akkus), damit sie auch in der Kälte sofort einsatzbereit sind, denn ihre Leistung ist bei Temperaturen im Minusbereich erheblich reduziert.